# Maladera varia
Maladera varia är en skalbaggsart som beskrevs av Brenske 1898. Maladera varia ingår i släktet Maladera och familjen Melolonthidae. Inga underarter finns listade i Catalogue of Life.